# Nello Santi
Nello Santi (* 22. September 1931 in Adria, Venetien; † 6. Februar 2020 in Zürich) war ein italienischer Operndirigent.

## Wirken
Nello Santi kam in der Kleinstadt Adria im Norden des Po-Deltas zur Welt. Seine Mutter war Primarlehrerin, sein Vater Kolonialwarenhändler. Seit seinem ersten Besuch einer Oper als Junge – Giuseppe Verdis Rigoletto – war er von Opern begeistert und hörte zahlreiche Schallplatten mit Opernaufnahmen. Er lernte, Klavier, Geige, Bratsche, Trompete und Kontrabass zu spielen. Bei seinem ersten Engagement als Souffleur am Opernhaus von Padua sprang er ab und zu ein, wenn ein Musiker fehlte.
Am Liceo musicale von Padua studierte er Komposition und Gesang. 1951 dirigierte er als Zwanzigjähriger erstmals am Teatro Verdi in Padua den Rigoletto. Am Opernhaus Zürich debütierte er am 3. September 1958 mit 27 Jahren mit der Verdi-Oper La forza del destino, damals noch in deutscher Sprache. Er wirkte danach in Zürich bis 1969 als Musikdirektor, blieb dem Haus aber weiterhin als Gast eng verbunden, insgesamt über 60 Jahre lang. 94 Premieren dirigierte er in Zürich und stand weit über tausend Mal am Dirigentenpult. Noch  2019 leitete er eine Wiederaufnahme von Donizettis Lucia di Lammermoor, die vom Zürcher Publikum begeistert aufgenommen wurde.
Neben Zürich dirigierte Santi weltweit mit allen großen Sängern an zahlreichen Opernhäusern wie etwa der Scala di Milano, der Arena von Verona, dem Teatro La Fenice in Venedig, der Wiener Staatsoper, der Opéra National de Paris oder der New Yorker Met, wo er oft mit dem jungen Luciano Pavarotti auftrat. 1986–1994 war Santi Chefdirigent des Sinfonieorchesters Basel.
Nello Santi verfügte über ein fotografisches Gedächtnis, kannte die Noten sowie die Texte aller Instrumental- bzw. Gesangspartien der meisten Werke auswendig und dirigierte grundsätzlich ohne Partitur, auch in den Proben. So konnte er in den Proben, wenn mal ein Sänger ausfiel, auch dessen Partie singen.
Mit modernen Inszenierungen konnte er nichts anfangen, und neuere Werke interessierten ihn wenig; seine Liebe galt den italienischen Belcanto-Komponisten Verdi, Donizetti und Bellini. Alban Bergs Wozzeck aus dem Jahr 1925 ließ er gerade noch gelten.
Sein Repertoire umfasste über 60 Titel aus dem Bereich der Opern sowie zahlreiche Konzerte von den Klassikern über die Romantiker bis Anfang der Moderne.

## Aufnahmen (Auswahl)
- 1971: Leoncavallo: Pagliacci mit Plácido Domingo, Montserrat Caballé, Sherrill Milnes; London Symphony Orchestra; CD: RCA Red Seal
- 1981: Giordano: Andrea Chénier mit Plácido Domingo, Gabriela Beňačková, Piero Cappuccilli; Wiener Staatsoper; DVD: Deutsche Grammophon.
- 1982: Puccini: La fanciulla del West mit Carol Neblett, Plácido Domingo, Silvano Carroli; Royal Opera House; DVD: Kultur Video.
- 1988: Rossini: Guglielmo Tell mit Antonio Salvadori, Maria Chiara, Salvatore Fisichella; Condor, Opernhaus Zürich; TV/DVD.
- 2000: Verdi: I due Foscari mit Leo Nucci, Vincenzo La Scola, Alexandrina Pendatchanska; Teatro San Carlo; DVD: TDK
- 2006: Donizetti: Don Pasquale mit Juan Diego Florez, Isabel Rey, Ruggero Raimondi; Opernhaus Zürich; DVD; Decca
- 2006: Verdi:  Rigoletto mit Leo Nucci, Elena Moșuc, Piotr Beczała; Opernhaus Zürich; Blu-ray. Arthaus Musik.

## Auszeichnungen (Auswahl)
- 2001: Kulturpreis der Stiftung für Abendländische Besinnung[7]
- 2013: Kulturpreis der Stadt Zürich[8]